# 清水勤二
清水 勤二 （しみず きんじ、1898年（明治31年）1月22日 - 1964年（昭和39年）1月10日）は、日本の教育者。
名古屋工業大学初代学長を務めた。

## 来歴
1898年　山口県防府市に生まれる。大正11年　短歌雑誌『水甕』社友、石井直三郎の選歌欄に入る。
1923年　京都帝国大学工学部電気工学科を卒業する。大正13年　名古屋高等工業学校教授となる。
1925年　短歌雑誌『青樹』創刊に際し、発行責任者となる。昭和15年　学位(工学博士)を受ける。
1944年　明治工業専門学校(現九州工業大学)校長となる．このころ漢詩に熱中し、『桑洲詩稿』一帖がある。
1946年　文部省科学技術教育局長となる．このころ、歌稿『武蔵野』 一帖成る。
1948年　短歌結社『青樹歌会』に加わる。昭和23年　名古屋工業専門学校長となる。昭和24年　名古屋工業大学初代学長となる。
1956年　日本工学教育協会会長となる。昭和31年　日本学術会議会員となる。
1956年　日本オペレーションズ・リサーチ学会副会長となる。
1957年　科学技術審議会専門委員となる。昭和32年　中央教育審議会臨時委員となる。
1961年　大同学園(大同大学)理事となる。昭和37年　名古屋市科学館長となる。